# Йоганн Янцен
Йоганн Янцен (нім. Johann Janzen; 21 травня 1896, Фронц, біля Марієнвердера, Західна Пруссія — 1980-ті) — німецький льотчик-ас, лейтенант Прусської армії (24 лютого 1916).

## Біографія
3 серпня 1914 року записався на службу до лейб-гусарського полку №1. Учасник Першої світової війни. Перевівся в авіацію 4 травня 1916 року, а 22 серпня був направлений на підготовку в 3-й запасний льотний дивізіон у Готі, потім був направлений в 12-ту бомбардувальну ескадрилью зі складу 2-ї бомбардувальної ескадри. 28 листопада 1916 року переведений в 23-тю, 16 жовтня 1917 року — в 6-ту винищувальну ескадрилью. З 28 березня по 3 травня 1918 року командував 4-ю винищувальною ескадрильєю, після чого прийняв командування над 6-ю винищувальною ескадрильєю. Винищувач Fokker Dr.I (403/17), на якому Янцен літав, будучи командиром 6-ї ескадрильї, мав загальне для всіх машин ескадрильї чорно-біле хвостове оперення, а як індивідуальну відмінність — чорно-білі смуги на фюзеляжі, причому по чорній смузі йшла біла хвиляста вертикальна лінія.
Янцен був збитий 9 травня 1918 року капітаном О.К. Ле Бутіє з 209-ї ескадрильї, але залишився неушкодженим, хоча його триплан летів униз з перебитими кермами управління. Рівно через місяць він знову був збитий — через відмову синхронізатора Янцен відстрелив власний пропелер під час атаки французького Spad — і вже на землі був взятий супротивником у полон. В грудні 1918 року йому вдалося втекти та повернутися додому.
Всього за час бойових дій здобув 13 перемог.
В січні 1920 року вступив в 120-ту льотну ескадрилью рейхсверу в Інстербурзі, в якій служив до її розпуску в травні того ж року.

## Нагороди
- Нагрудний знак військового пілота (Пруссія) (8 жовтня 1916)
- Залізний хрест
  - 2-го класу (9 жовтня 1916)
  - 1-го класу (29 березня 1917)